# José María Díaz Sanjurjo
José María Díaz Sanjurjo (Santa Eulaliae de Suegos, Espanha, 26 de outubro de 1818 — Nam Dinh, Vietnã, 20 de julho de 1857) foi um missionário católico espanhol, bispo e mártir, reconhecido pelo seu trabalho de evangelização na Ásia.

## Biografia
Nascido em uma freguesia de Galiza, na Espanha, filho de José Díaz e Josefa Sanjurjo, um casal rico que conseguiu educar bem o filho, entrou no Seminário de Lugo aos dez anos de idade e depois foi para a Universidade de Santiago de Compostela, onde estudou Teologia e Direito. Com a oposição de seu pai, ele entrou na Ordem dos Pregadores (Dominicanos) em Ocaña em 24 de setembro de 1842.

### Missão
Foi em missão às Filipinas, chegando a Manila em 14 de setembro de 1844, onde trabalhou como professor na Pontifícia Universidade de Manila. Seis meses depois, a seu pedido, foi enviado para Tonquim, Vietname, chegando a Macau em 2 de fevereiro de 1845 e a Tonquim em 12 de setembro do mesmo ano.
No Vietnã, ele adotou um nome local, Đức Thầy An, aprendeu vietnamita e a cultura local. Ele estava encarregado, com a ajuda de vários padres indígenas locais, de assistir aos católicos de várias aldeias, sete conventos e um seminário menor em Nam-An. Em 1848, eles realizaram na área de sua responsabilidade "9.089 batismos de bebês, 847 batismos de adultos; 13.506 batismos de crianças de pais não religiosos; 152.973 confissões ouvidas; 138.433 comunhões; 3.080 unções dos enfermos e 1.766 casamentos celebrados".
Em 1849, o vicariato apostólico de Tonquim Oriental, cujo vigário era São Jerônimo Hermosilla e seu coadjutor Domingo Martí, foi dividido em dois: Tonquim Oriental e Tonquim Central. Tonquim Oriental manteve seu vigário, Jerónimo Hermosilla, e o padre Hilario Alcázar foi nomeado coadjutor, enquanto em Tonquim Oriental Domingo Martí foi nomeado vigário e Díaz Sanjurjo como coadjutor. Com esta reforma, Díaz Sanjurjo também foi nomeado bispo de Plataea, uma cidade na Beócia (Grécia). Pouco depois, Domingo Martí morreu, Díaz Sanjurjo assumiu o cargo de vigário e nomeou Melchor García Sampedro como coadjutor, com o título de bispo de Tricômia.

### Martírio
Desde sua chegada, Díaz Sanjurjo teve que enfrentar a perseguição das autoridades vietnamitas e em 21 de maio de 1856 foi feito prisioneiro pelas tropas reais em sua residência em Bui-Chu. De lá, ele foi enviado para Tuan-Phu e depois para Nam-Dinh, capital da província do sul, de onde escreveu:
Meus queridos senhores e irmãos: saúde e graça.
Este ricto pecaminoso em Domino, saúda e se despede de todos até a glória. Peço perdão por todo o desagrado e ofensas. Esses troncos e correntes recebem ornamentos usados por Jesus. Minha alma retorna, esperando que meu sangue seja derramado, e unida àquilo que nosso gracioso Redentor derramou no Calvário, purifica todas as minhas iniquidades. Espero que você me ajude com orações fervorosas para obter o dom da força e da perseverança final. Suponho que ainda tenho alguns dias, mas entre essas sanguessugas-leopardo eles se tornam muito longos. Que eles sejam o purgatório dos meus pecados! Escrevo com um raminho de cana na página de um livro e não consigo alongar este. Minha declaração não compromete ninguém, e a verdade é salva. Há muito esforço para capturar o padre Trac [um religioso indígena da Ordem]. Eles prometeram salvar a vida de ambos, fazê-lo se apresentar, e eu fui obrigado a evitar suas perguntas sem ofender a verdade; graças ao Senhor, já me saí de problemas, e agora, se me perguntardes, respondo ad ephesios. Adeus, amigos, pela última vez.
Prisão de Nam-Ding, 28 de maio de 1857.

José María
Em 20 de julho de 1857, ele foi amarrado a uma estaca para ser decapitado e ao segundo golpe do carrasco sua cabeça caiu, ficando exposta em uma cesta. O corpo foi jogado no rio, mas a cabeça foi resgatada e enviada para o convento de Santo Domingo de Ocaña, onde chegou em 27 de setembro de 1891. Ele foi beatificado em 1951 por Pio XII e canonizado por João Paulo II em 1988, integrando o grupo dos 117 Mártires do Vietnã.

Em resposta à sua execução e à de outros missionários, a França realizou suas primeiras incursões militares no Vietnã, com a colaboração da Espanha, comprometida com o Tratado da Quádrupla Aliança.